# Réaction (revue)
Pour les articles homonymes, voir Réaction.
 (juillet 2018).
La revue Réaction, qui paraît à Paris entre 1991 et 1994, agrège autour d'un même projet éditorial des personnalités issues de la droite maurrassienne, contribuant à la persistance du courant de pensée du nationalisme intégral. Sa diffusion ne dépasse pas 1 000 exemplaires.

## Création
La revue Réaction est créée à Paris en 1991 par un groupe de jeunes intellectuels liés à la pensée maurrassienne, souvent proches du philosophe Pierre Boutang, mais peu désireux de collaborer à la presse royaliste existante, dont ils réprouvent les orientations et le manque d’ouverture : Jean-Pierre Deschodt, François Maillot (François Huguenin), Laurent Julien (Laurent Dandrieu), E. Marsala (Frédéric Rouvillois), Philippe Mesnard (Richard de Sèze), bientôt rejoints par Sébastien Lapaque puis par Stéphane Giocanti. Quant au titre choisi, il semble qu'il ait entendu, en reprenant celui de la revue Réaction pour l'ordre, de Jean de Fabrègues, situer le périodique dans la filiation des non conformistes et de la jeune droite des années 30.

### Collaborateurs
Y collaborent en outre de façon très régulière de jeunes journalistes comme Joseph Macé-Scaron, le futur rédacteur en chef de Marianne, et des auteurs comme Vincent Bothmer, Eric Letty, Nicolas Portier, le musicologue Christophe Queval, l’éditeur Benoît Laudier et le romancier Jérôme Leroy. Auxquels s’ajoutent des plumes plus chevronnées comme les philosophes Claude Polin et Claude Rousseau, les historiens Jacques Heers, Jean-Pierre Brancourt et Michel Toda, les écrivains Jean de Penanros, Georges Laffly, Alain Paucard, François Sentein ou Pol Vandromme - Réaction parvenant ainsi à agréger autour de son projet plusieurs générations d’intellectuels de droite.

## Projet éditorial
L’engagement de la revue se veut très clair, comme l’indique, outre son titre, la formule de Charles Maurras qu’elle porte en exergue : « Vivre c’est réagir ».

### Manifeste
Le manifeste paru dans le premier numéro, au printemps 1991, confirme cet engagement, et indique l’objectif que se propose la revue, celui d’être un laboratoire d’idées nationaliste et royaliste :

« l’homme est par nature un animal politique ; il est par essence un être social. Nous sommes légataires du capital transmis par les générations successives. Face à la décomposition du tissu social, notre salut réside dans l’acquisition d’une méthode fondée sur l’histoire. L’expérience est le grand maître de la science politique. Elle en est à la fois l’objet, le témoin et le juge. En réaction à l’atomisation de la société actuelle, le nationalisme constitue la défense la plus sûre de notre héritage charnel et spirituel. La nation ne peut être considérée comme un concept, mais est une réalité historique et politique. En opposition à l’universel, notre nationalisme constitue le moyen le plus sûr de s’élever vers les plus hautes valeurs de la civilisation. Face aux idéologies déclinantes, individualistes et collectivistes, seule la monarchie traditionnelle peut conduire à la renaissance d’un communautarisme harmonieux. La constitution d’un laboratoire d’idées s’avère être le préalable indispensable à la restauration d’une société organique. »

La revue Réaction poursuivra ces objectifs du printemps 1991 au printemps 1994, avec une parution trimestrielle. 
Chaque numéro de 160 pages est centré autour d’un dossier : l’élite (no 1), Actualité de la démocratie (no 2), progrès et décadence (no 3), individu et communautés (no 5), actualité de la monarchie (no 6), l’Europe après Maastricht (no 7), révolution et contre-révolution (no 8), nation et nationalismes (no 10), tradition et modernité (no 11), morale et politique (no 13). En outre, la revue fait une large part aux entretiens que lui accordent des personnalités proches de ses positions : écrivains comme Jacques Laurent, Michel Déon, Jean Dutourd, Jean Raspail, Michel Henry, Philippe Beaussant, philosophes, comme Pierre Boutang, mais aussi Gustave Thibon, Jean-Marie Domenach ou Julien Freund, historiens comme Raoul Girardet et  Roland Mousnier, cinéastes comme Éric Rohmer.

### Culture
La revue Réaction est particulièrement attentive aux questions littéraires ; c’est ainsi qu’elle consacre, à l’automne 1992, un dossier de 20 pages à l' « affaire Duras » (no 7) ; qu’elle mène, à l’automne 1993, une enquête sur la mort du roman en donnant la parole à douze jeunes romanciers (no 11) ; qu’elle consacre son dossier de l’hiver 1994 à la célébration du Grand Siècle (no 12) ; qu’elle publie des nouvelles et des inédits ; et qu’elle s’efforcera jusqu’au bout de faire une large place à l’actualité culturelle : littéraire, musicale, cinématographique, etc.

### Politique
Pour ses responsables, toutefois, la culture ne se dissocie pas de la politique, conformément au « Politique d’abord » maurrassien qui anime la revue : d’où, la volonté de participer, même avec la distance qu’implique une parution trimestrielle, aux grands débats politiques du moment – et en particulier, aux questions du communautarisme, de l’immigration et de la construction européenne. « Les principaux axes de réflexion de la revue » , note à ce propos l’historien H. Cucchetti, s’opposent à la construction européenne et à ses conséquences jugées « désastreuses » : « avant même Maastricht…., l’Europe de Bruxelles a un bilan. Il est celui d’un désastre généralisé et pourtant totalement insoupçonné [….] Désastre politique, écologique, agricole, financier et économique. » Mais les fondements de ces critiques étaient également historiques et philosophiques : « ce n’est pas par fanatisme que nous croyons qu’une France souveraine est la condition d’une diplomatie stable », écrit alors Sébastien Lapaque, « et qu’avec Maurras nous redisons qu’« il n’y aura d’internationale vraie que fondée sur les caractères préexistants des nations ». Ce jugement découle de l’expérience et nous tenons à la France parce qu’elle découle d’une évolution historique harmonieuse et par conséquent conforme aux réalités »

## Diffusion
Malgré une diffusion modeste qui ne dépassera jamais le millier d’exemplaires, la revue Réaction acquiert ainsi, dans les milieux intellectuels et universitaires, une notoriété significative, qui va très au-delà des frontières de la droite maurrassienne. Alors que Le Figaro Magazine observe que, « pour la première fois depuis longtemps, l’intelligence et la liberté dansent à droite », le quotidien Le Monde note que cette revue « mérite bien son nom ». De fait, elle joue le rôle qu’elle s’est assigné à l’origine, celui d’un laboratoire d’idées, que développeront par la suite, dans des directions variées, ses principaux animateurs et contributeurs.

## Disparition
Elle cesse de paraître à l’été 1994, après la parution de son 13e numéro. Certains de ses rédacteurs se retrouvent dans une nouvelle revue, Immédiatement lancée par Luc Richard et Jacques de Guillebon, à laquelle collaborent également Philippe Muray et Élisabeth Lévy. Quelques années plus tard, d'autres collaboreront à la revue Les Épées. Créée en 2001 par David Foubert, cette dernière revendique expressément l'héritage de Réaction, et paraît jusqu'en 2010. La plupart essaiment dans le monde de la presse, de l'édition ou de l'université.